# Porta-agulha
O porta-agulha é um instrumento cirúrgico utilizado para segurar e manipular agulhas durante procedimentos de sutura, sendo essencial para garantir precisão e segurança na união de tecidos.